# Linea M1 (metropolitana di Budapest)
La linea M1 (in ungherese Millenniumi Földalatti Vasút, "ferrovia sotterranea del millennio", anche abbreviata in FAV o MillFaV) è una linea della metropolitana di Budapest.
Viene indicata sulla piantina delle linee con il colore giallo. È composta da 11 stazioni sotterranee distribuite su 4,4 km di lunghezza complessiva, attraversando la città in senso sud-ovest ↔ nord-est. Si tratta della seconda linea metropolitana più antica d'Europa, dopo quella di Londra.

## Storia

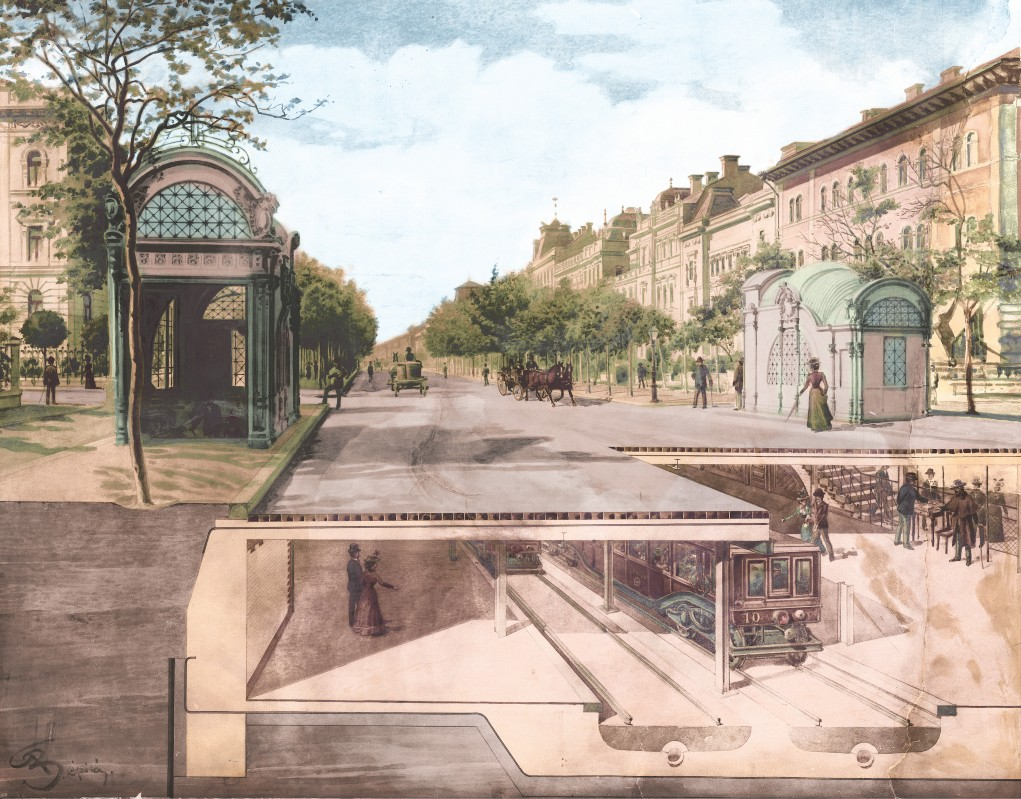
Disegno del 1896 che mostra la linea appena inaugurata

Alla fine dell'Ottocento, in un periodo di grande sviluppo della città di Budapest, vi era la necessità di facilitare il trasporto tra la Andrássy út ed il Városliget, il parco cittadino. La capitale si era però opposta a ogni forma di trasporto in superficie su Andrássy út, viale che era ritenuto la strada più elegante di Budapest; pertanto, l'Assemblea nazionale accettò il progetto di una metropolitana sotterranea nel 1870. La costruzione della metropolitana venne affidata alla società tedesca Siemens & Halske, che iniziò i lavori a partire dall'agosto 1894. Ci vollero circa 2 000 uomini, che con i più moderni macchinari dell'epoca e l'utilizzo della tecnica di costruzione cut and cover completarono il lavoro in meno di due anni. Completata entro il periodo definito, la linea fu inaugurata il 2 maggio 1896 in occasione del "millenario" (il millesimo anniversario della "conquista della patria" da parte dei magiari) alla presenza dell'imperatore Francesco Giuseppe.
La lunghezza originale della linea era di 3,7 km con 11 stazioni. Il percorso si sviluppava in gran parte sotto Andrássy út, dalla stazione Gizella tér a sud-ovest (l'odierna Vörösmarty tér) fino ad Aréna út (oggi Hősök tere); dopo Aréna út, attraversava in superficie il parco Városliget con due stazioni: Állatkert e il capolinea di nord-est Artézi fürdő. I treni partivano ogni due minuti e potevano trasportare 35 000 passeggeri al giorno (per raffronto, in un giorno lavorativo odierno la linea trasporta circa 103 000 persone).

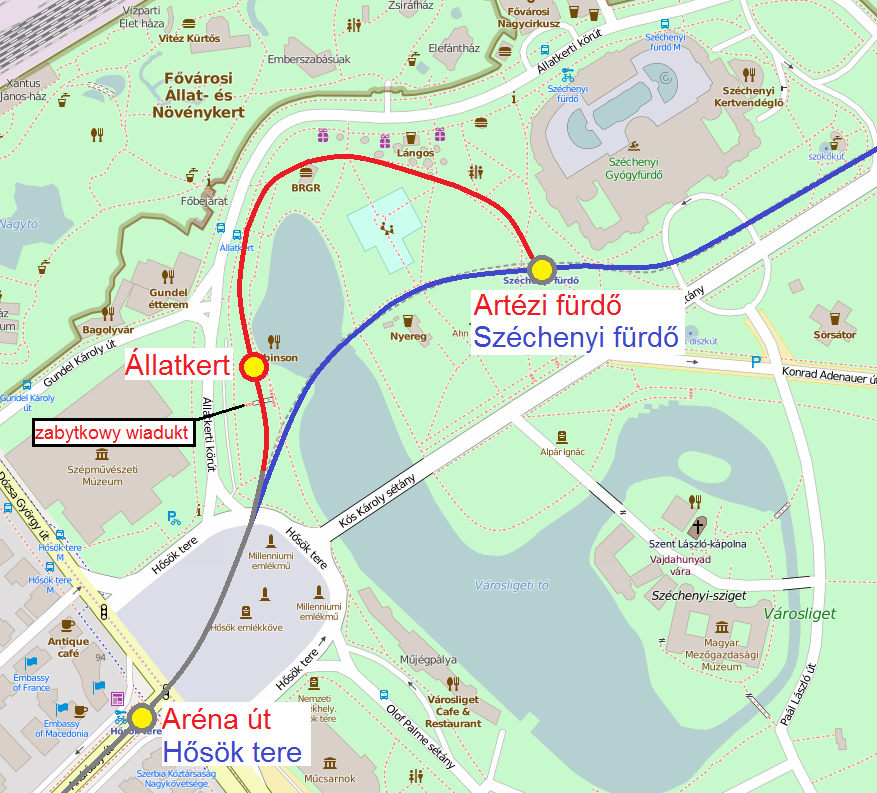
La sezione di superficie sostituita nel 1973 da un percorso sotterraneo

Negli anni 1970, sotto il regime socialista, la linea fu estesa e in parte ricostruita. In particolare, il tratto e le due stazioni in superficie nel Városliget furono smantellati e sostituiti da un percorso sotterraneo; Állatkert scomparve, mentre Artézi fürdő fu ricostruita in sotterranea e ribattezzata Széchenyi fürdő. La linea fu prolungata in direzione nord-est da qui al nuovo capolinea di Mexikói út, dove venne anche creato un nuovo deposito. Nella direzione opposta, Deák Ferenc tér fu ricostruita per diventare un interscambio con la nuova linea M2, e un suo tunnel dismesso fu adattato per ospitare il Museo della metropolitana di Budapest. Infine, cambiò anche il parco mezzi.
Nel 1976, con il completamento del primo tratto della linea M3, si adottò uno schema di identificazione convenzionale che assegnava una colorazione ad ogni linea: da allora per la M1 è stato scelto il giallo.
Nel 2002 l'intera linea è stata dichiarata Patrimonio dell'umanità dall'UNESCO.

## Tracciato e stazioni
Il suo percorso corre in larga parte sotto allo storico viale Andrássy út, anch'esso Patrimonio dell'umanità.
La stazione Deák Ferenc tér è un interscambio con le linee M2 e M3.

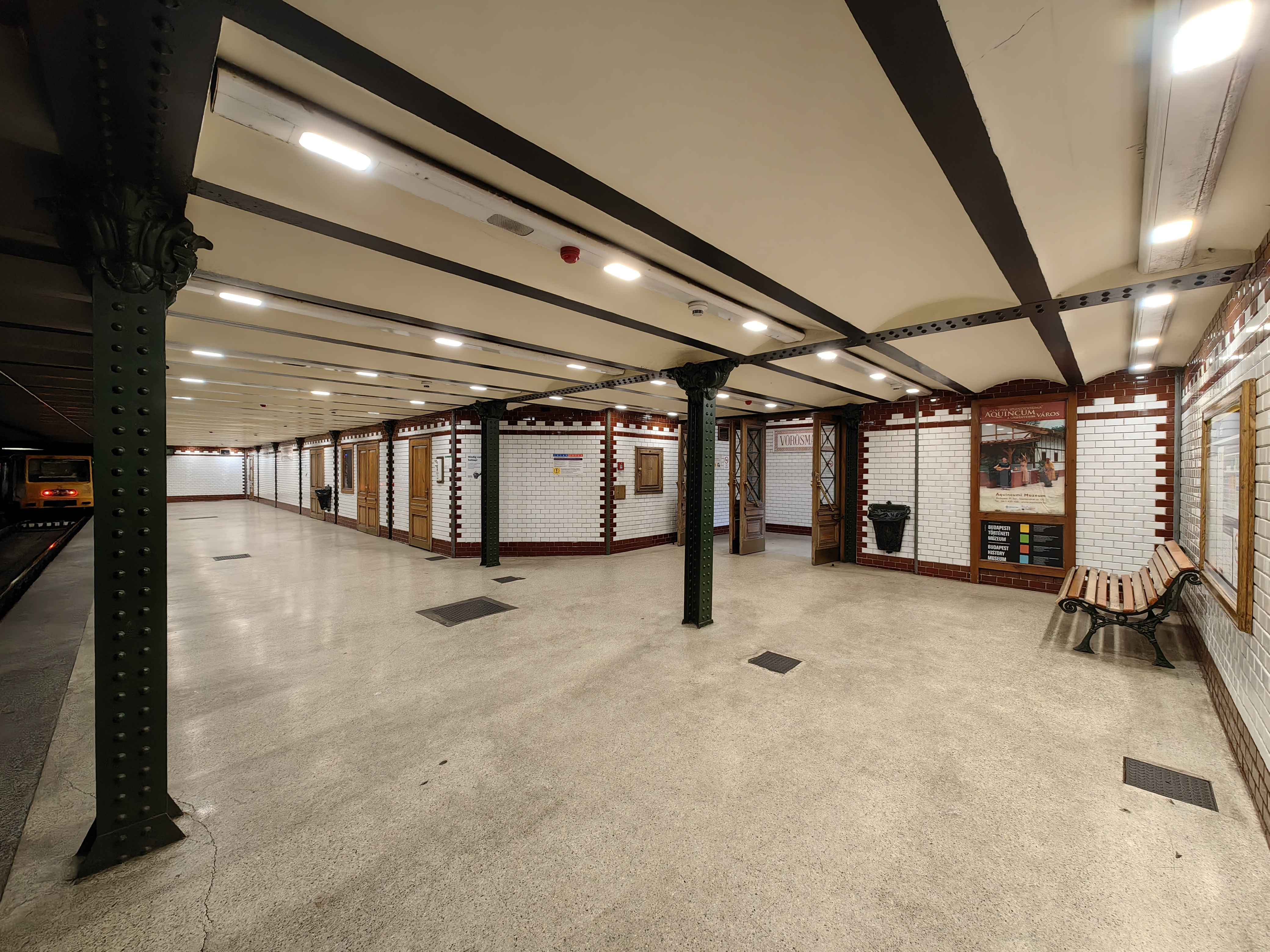
Vörösmarty tér
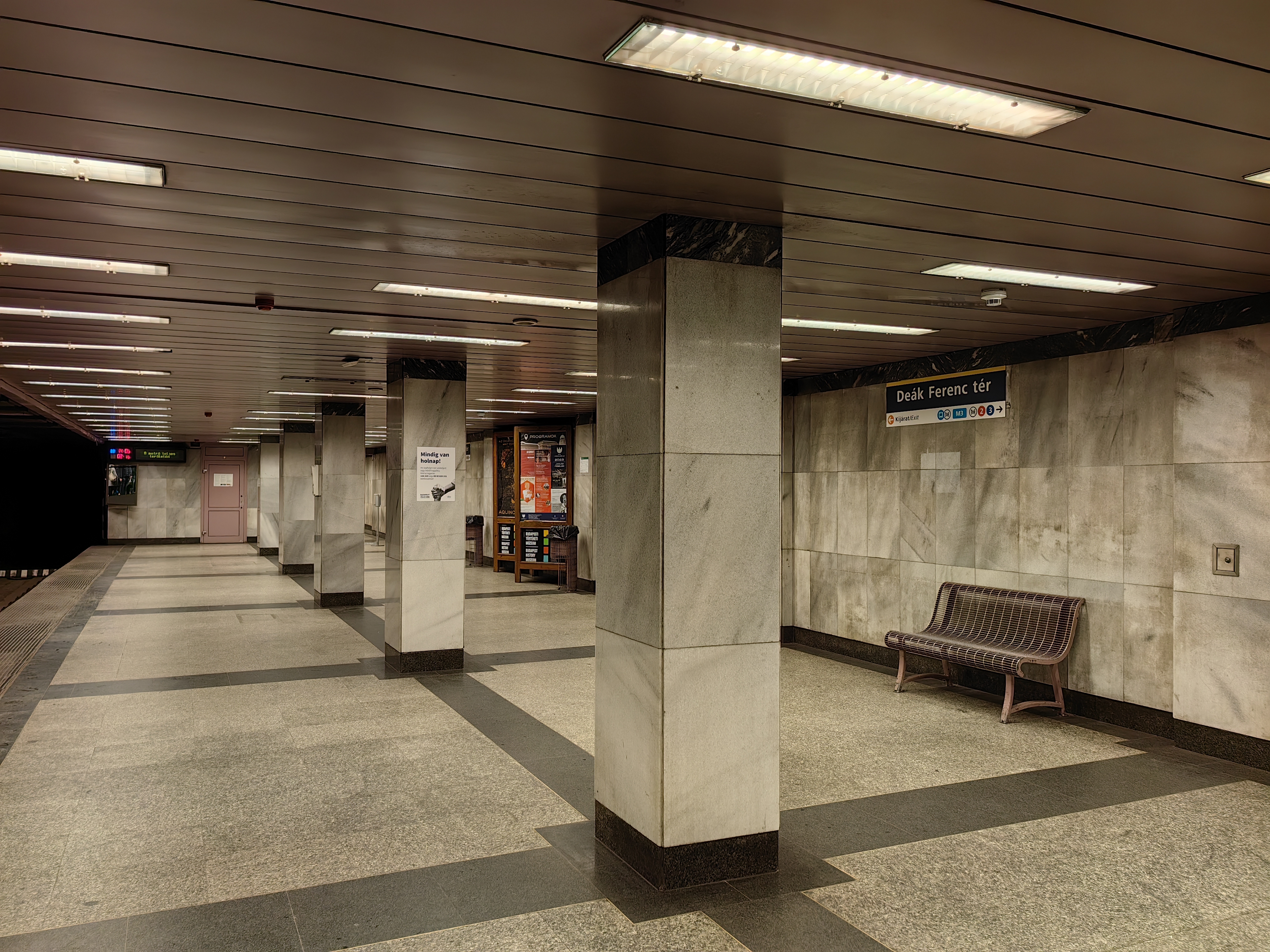
Deák Ferenc tér
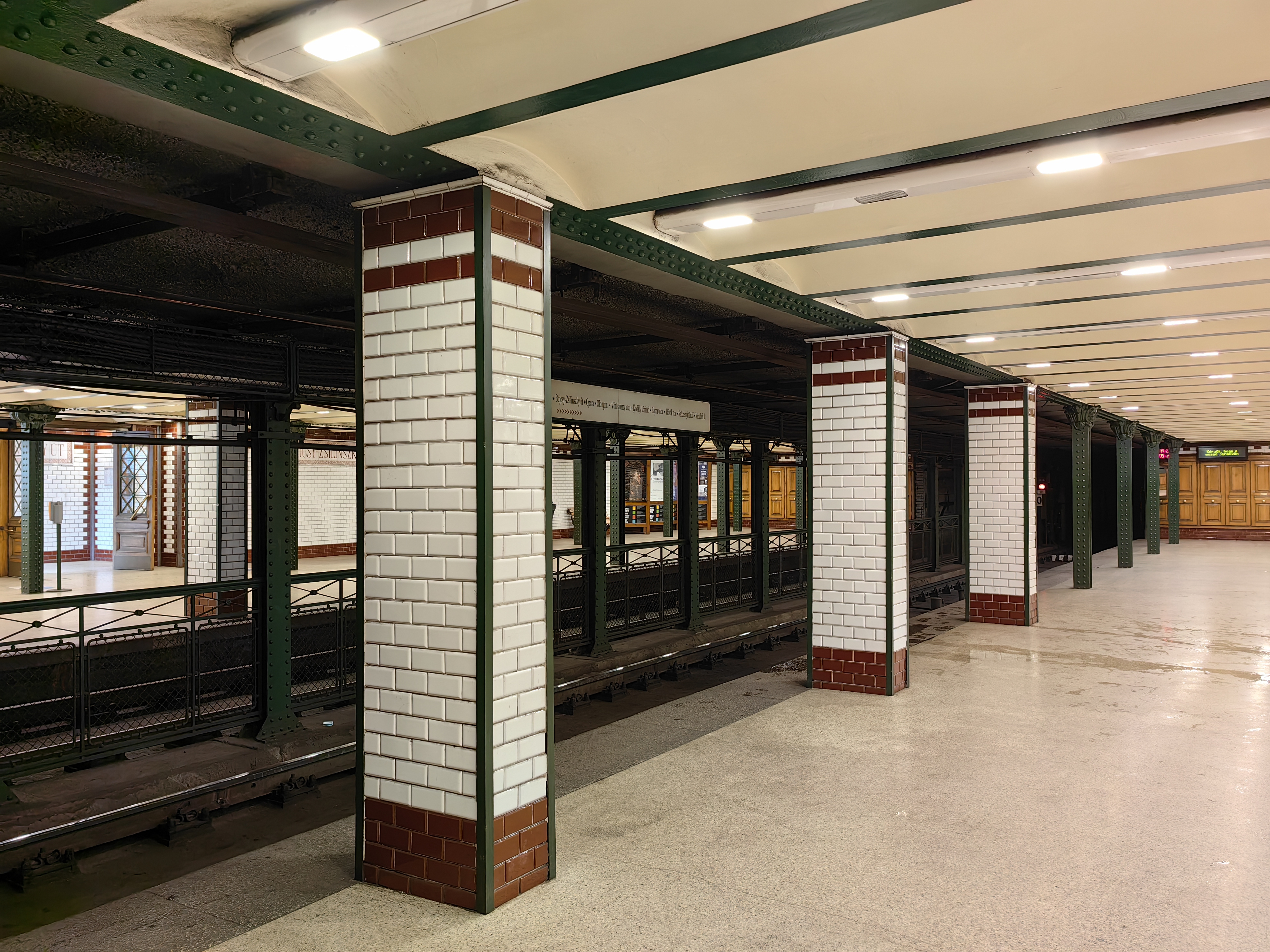
Bajcsy-Zsilinszky út
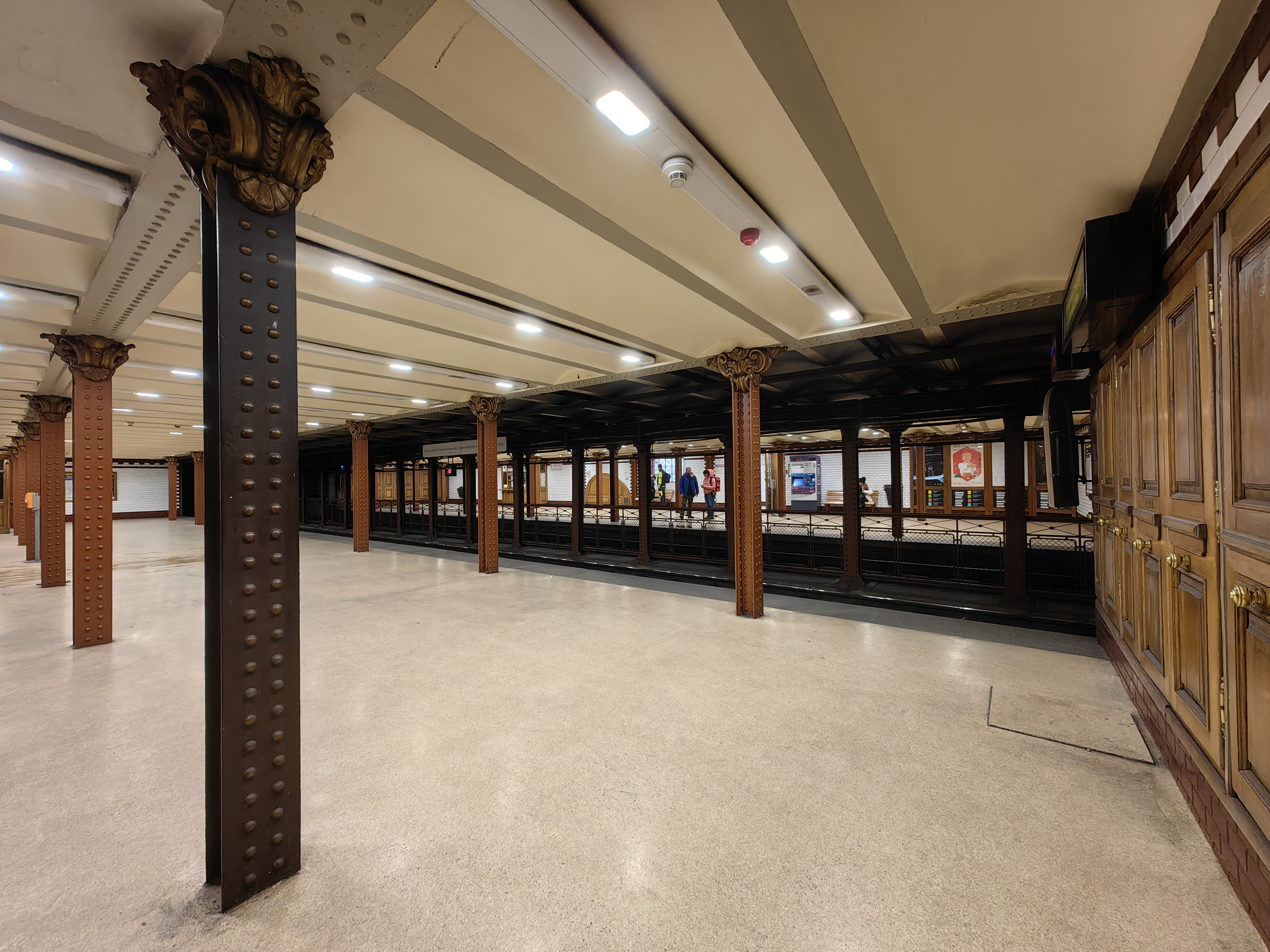
Opera
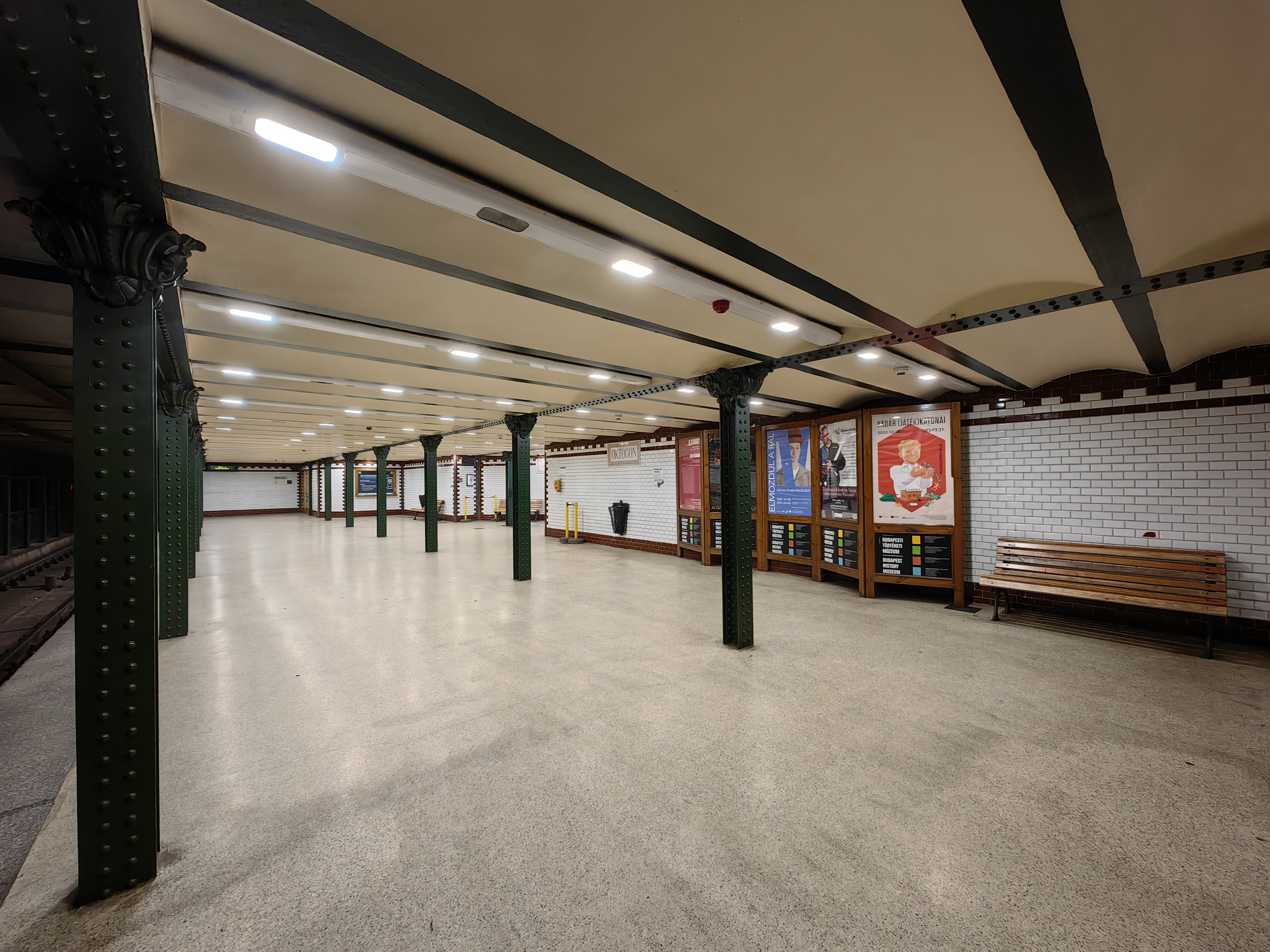
Oktogon
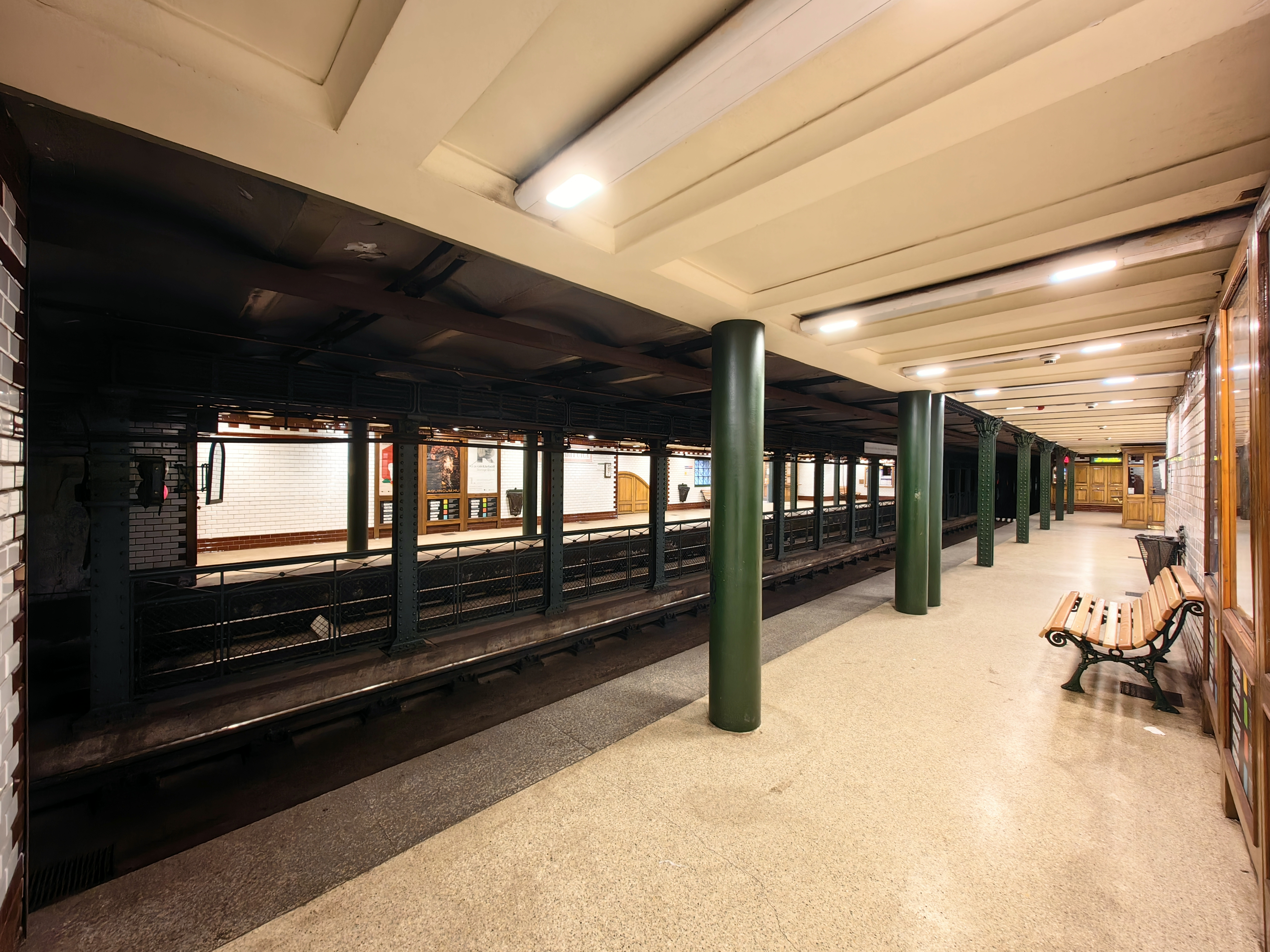
Vörösmarty utca
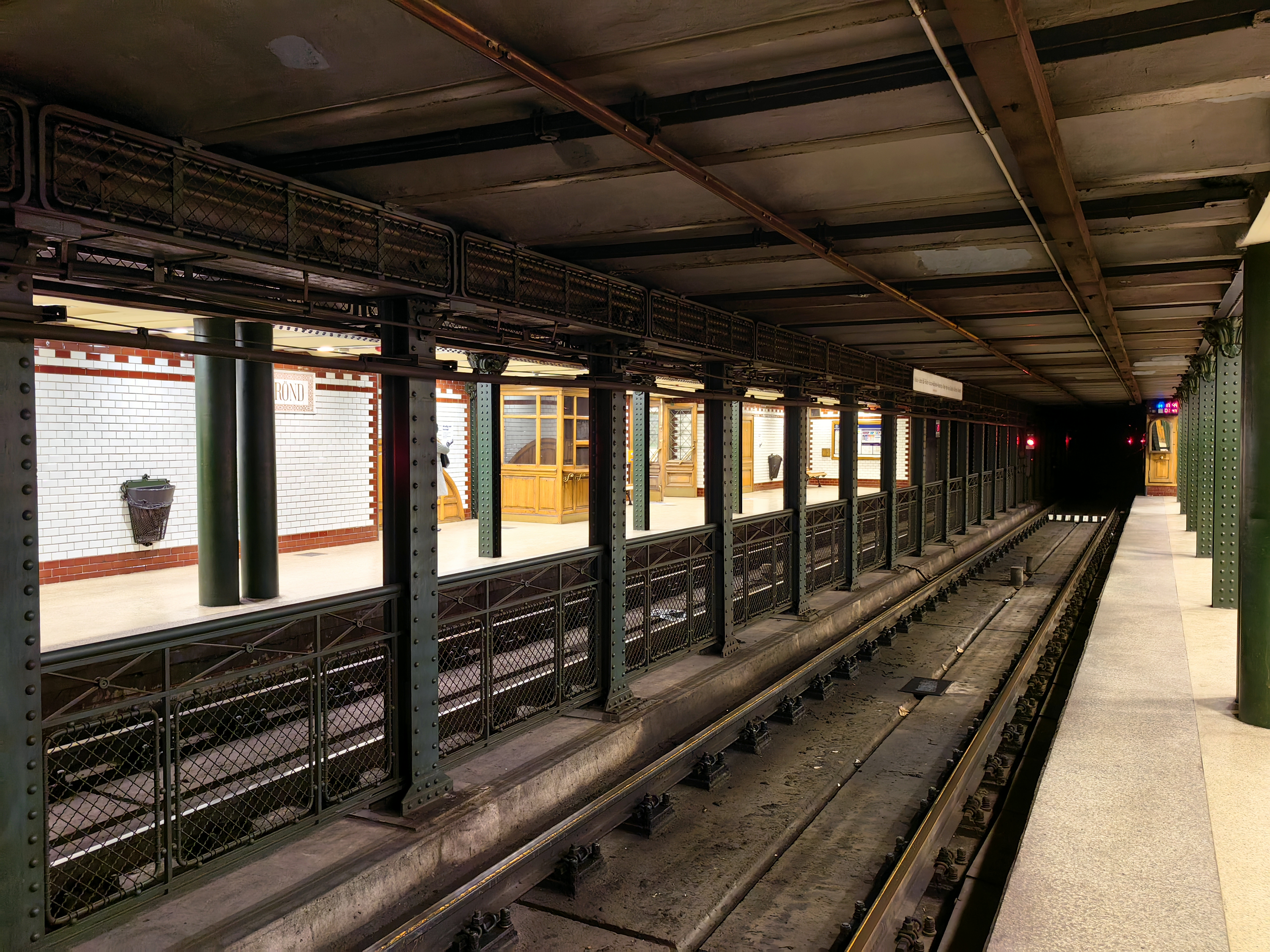
Kodály körönd
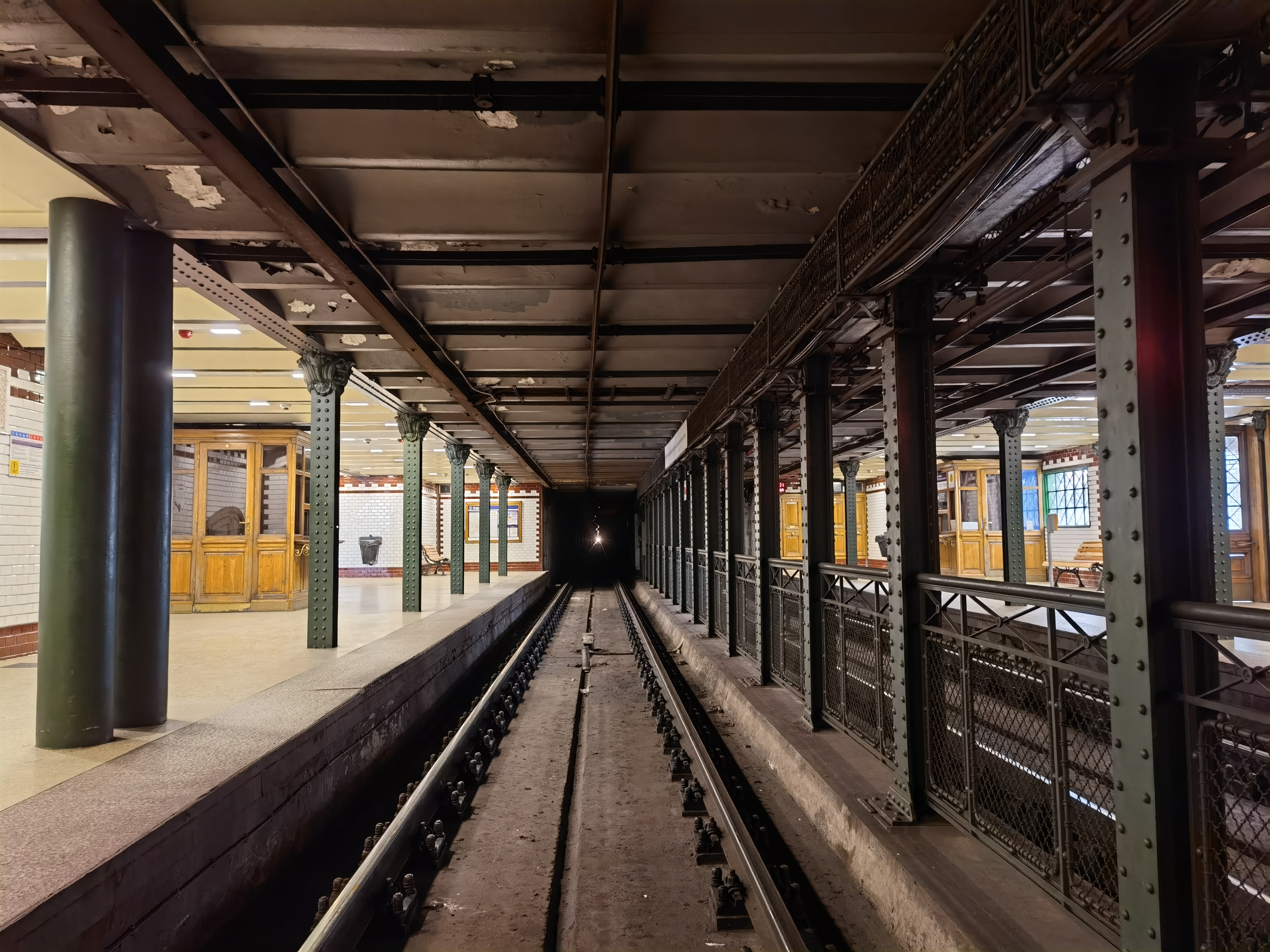
Bajza utca
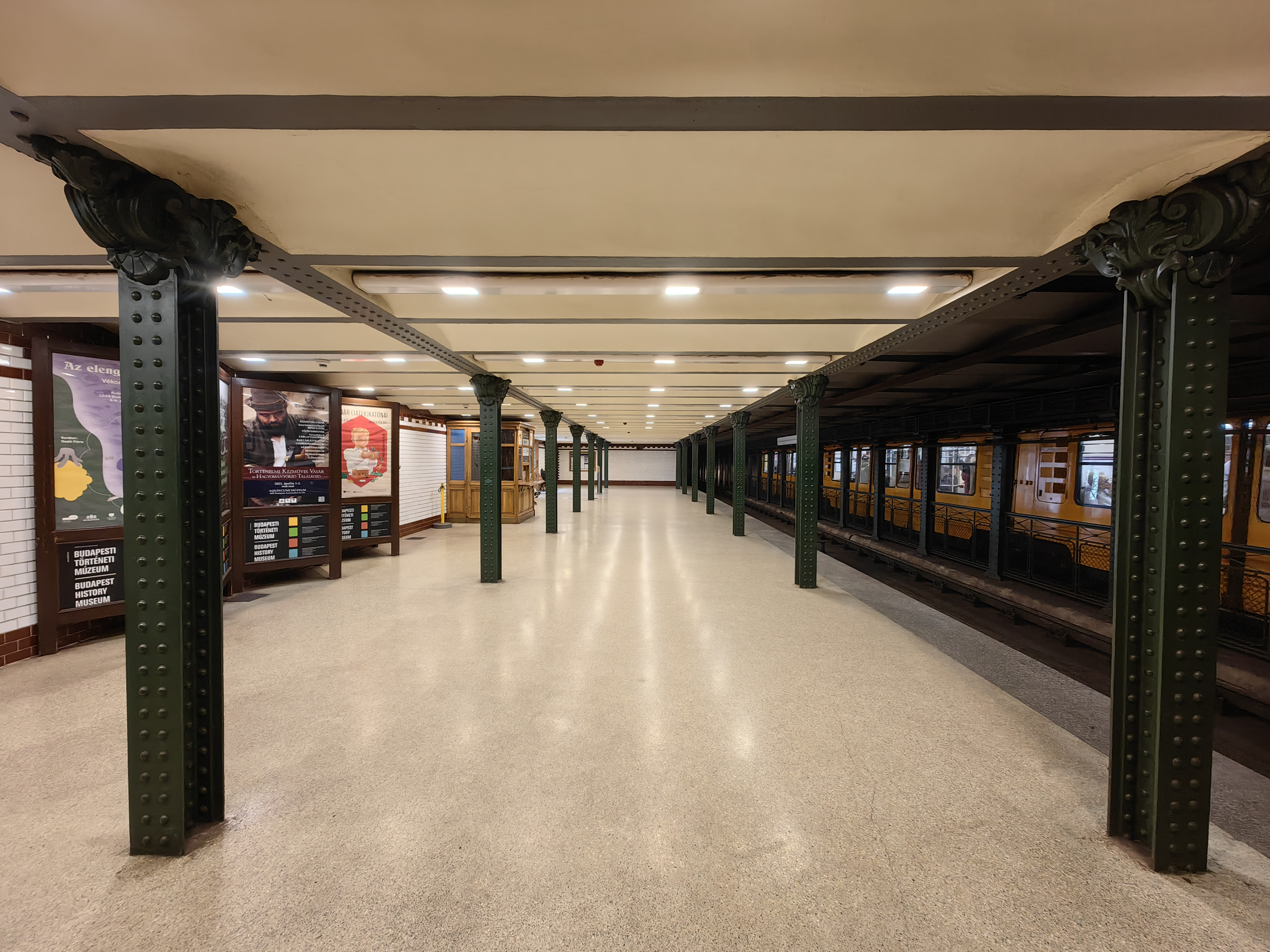
Hősök tere
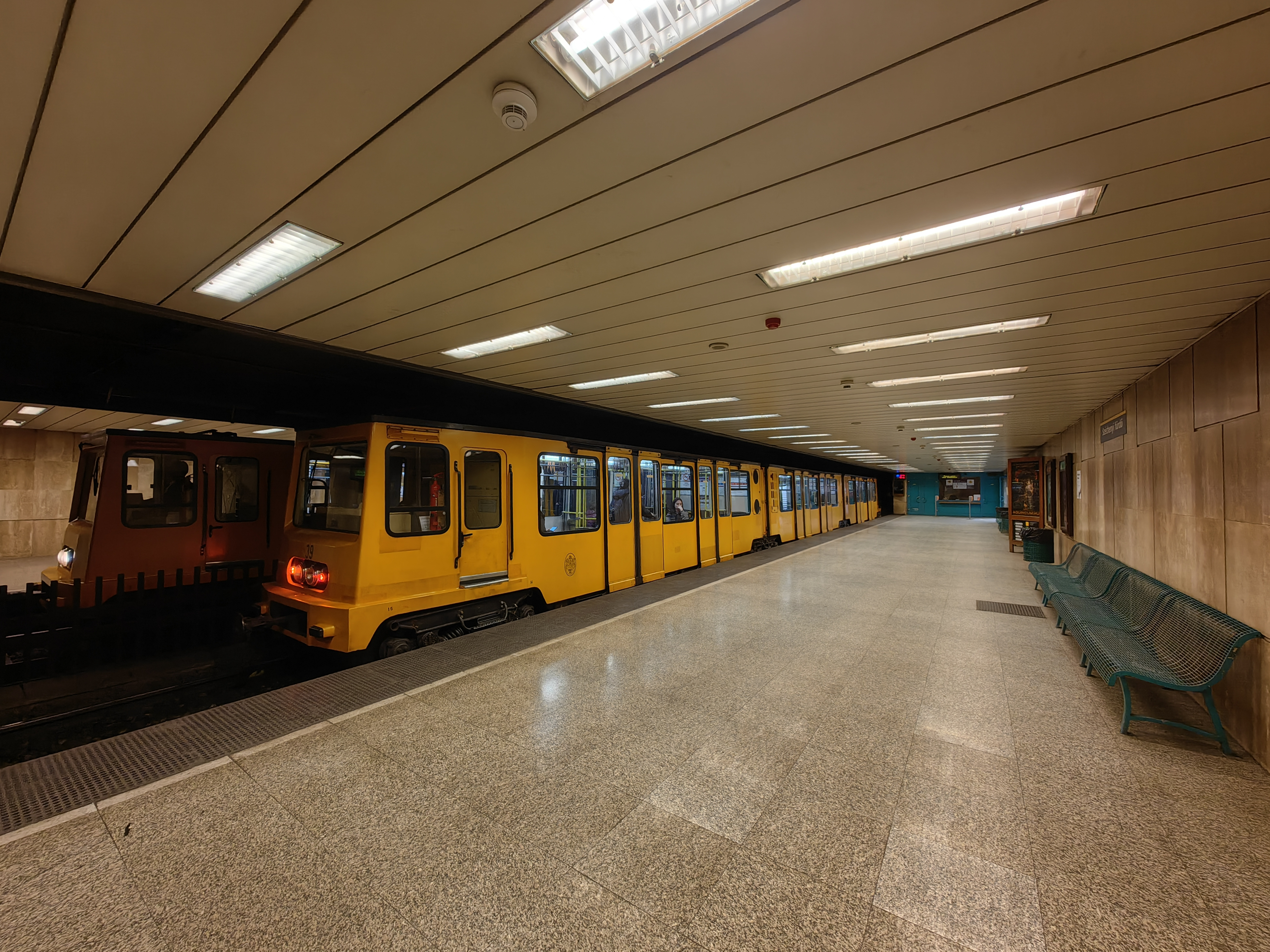
Széchenyi fürdő
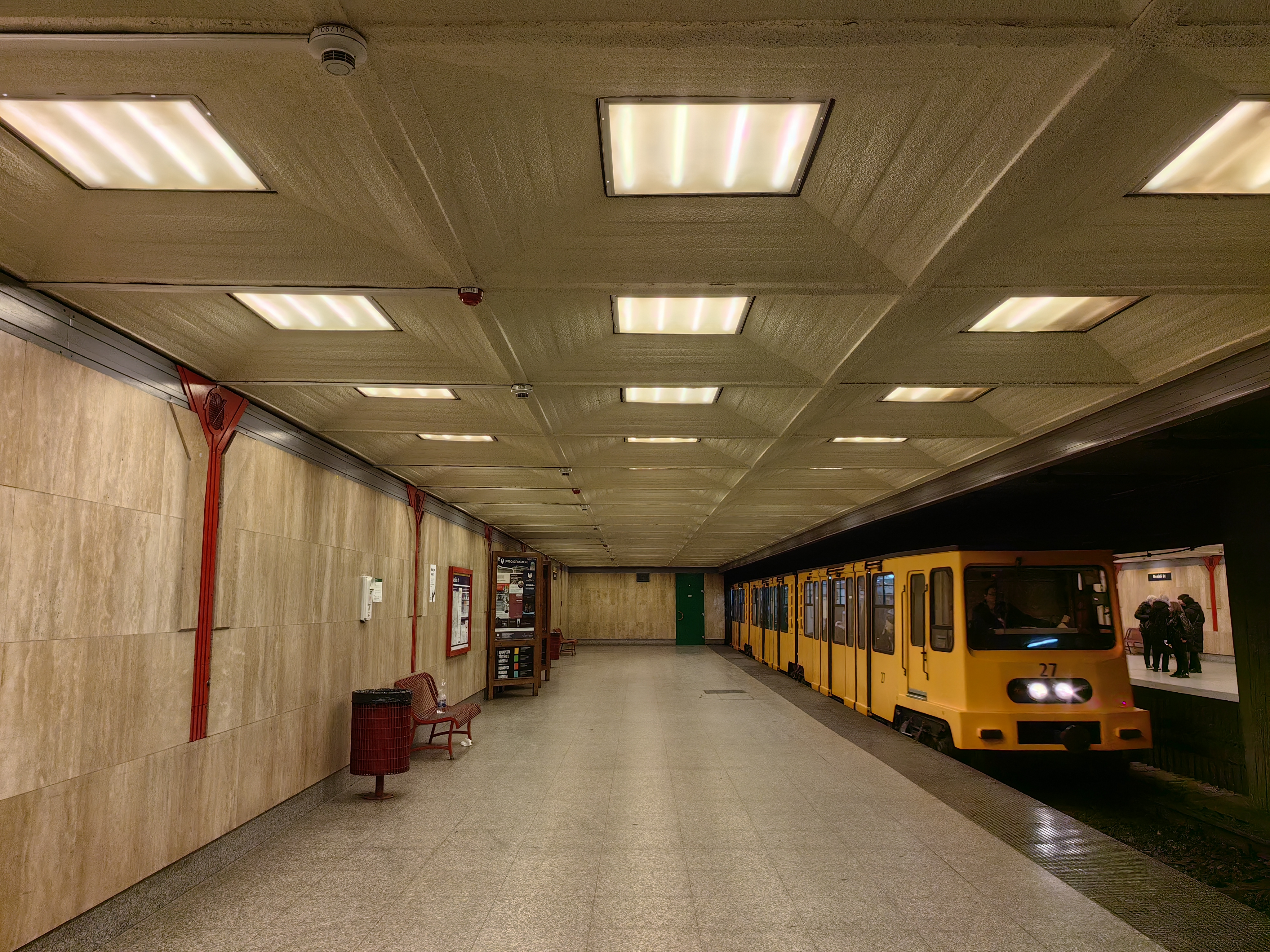
Mexikói út

## Materiale rotabile

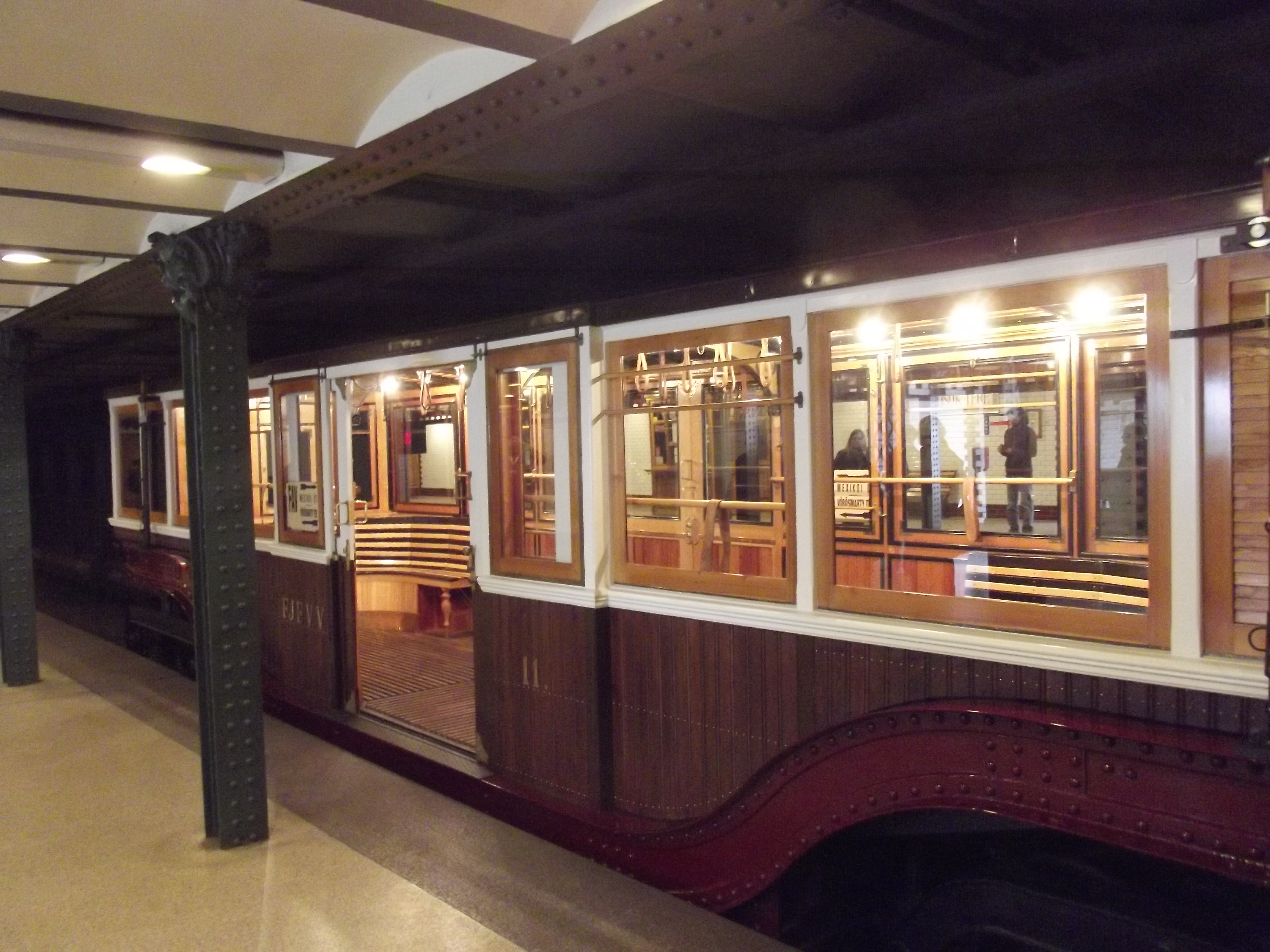
Uno dei treni originali

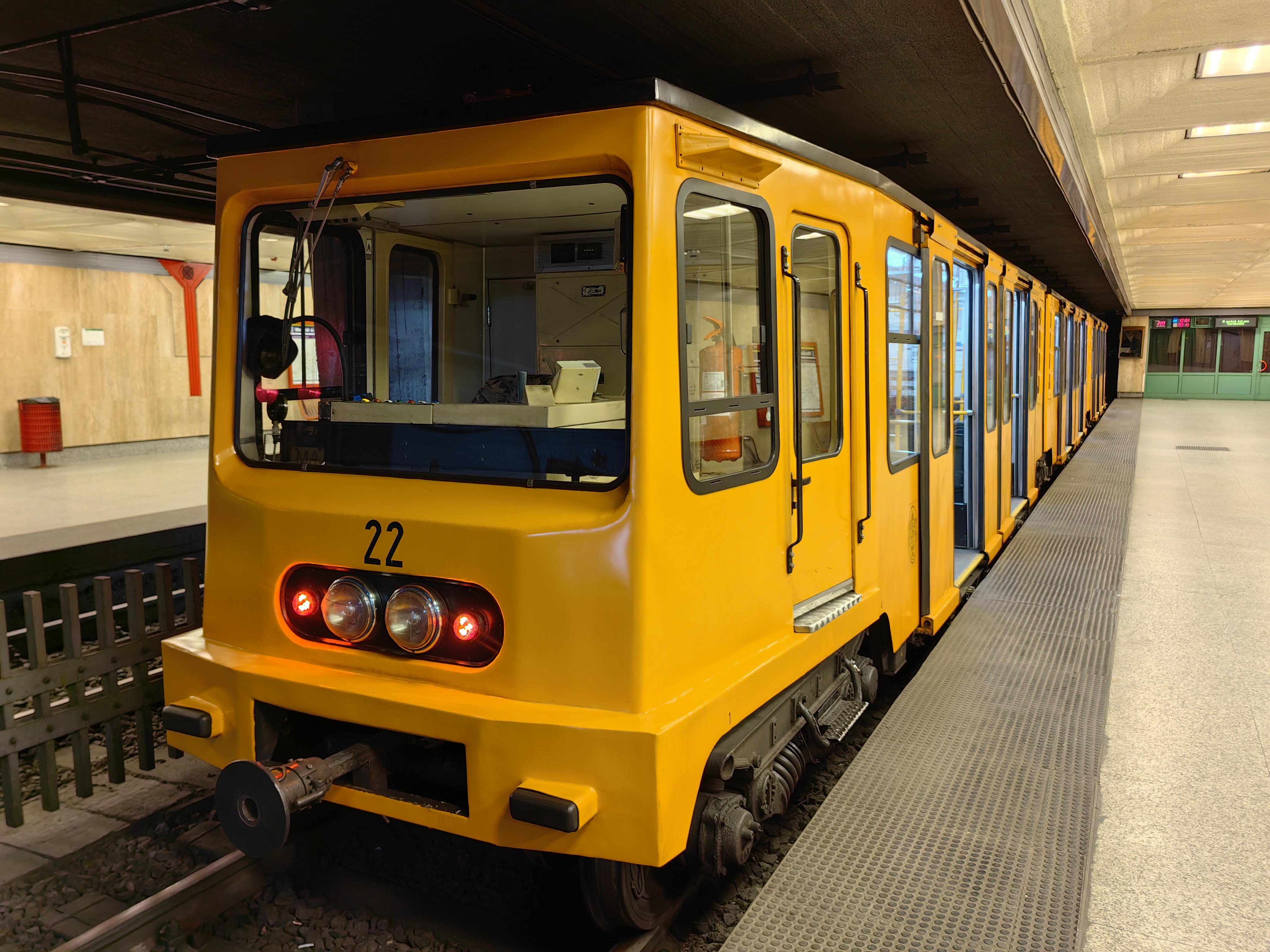
Ganz MFAC a Mexikói út

Il materiale rotabile originario era costituito da 20 carrozze elettriche costruite dalla filiale locale della Siemens & Halske. Tre di questi mezzi sono conservati al Museo della metropolitana di Budapest, mentre altri anche all'estero (ad esempio presso il Seashore Trolley Museum di Kennebunkport, Maine, USA).
Dopo i rinnovamenti degli anni 1970, fu deciso di sostituire anche il materiale rotabile. La Ganz di Budapest costruì nuovi treni, i Ganzi MFAV: 2 prototipi nel 1971, 19 tra il 1971 e il 1973, e altri 2 nel 1982. Tutti e 23 i treni sono ancora in servizio.

## Galleria d'immagini

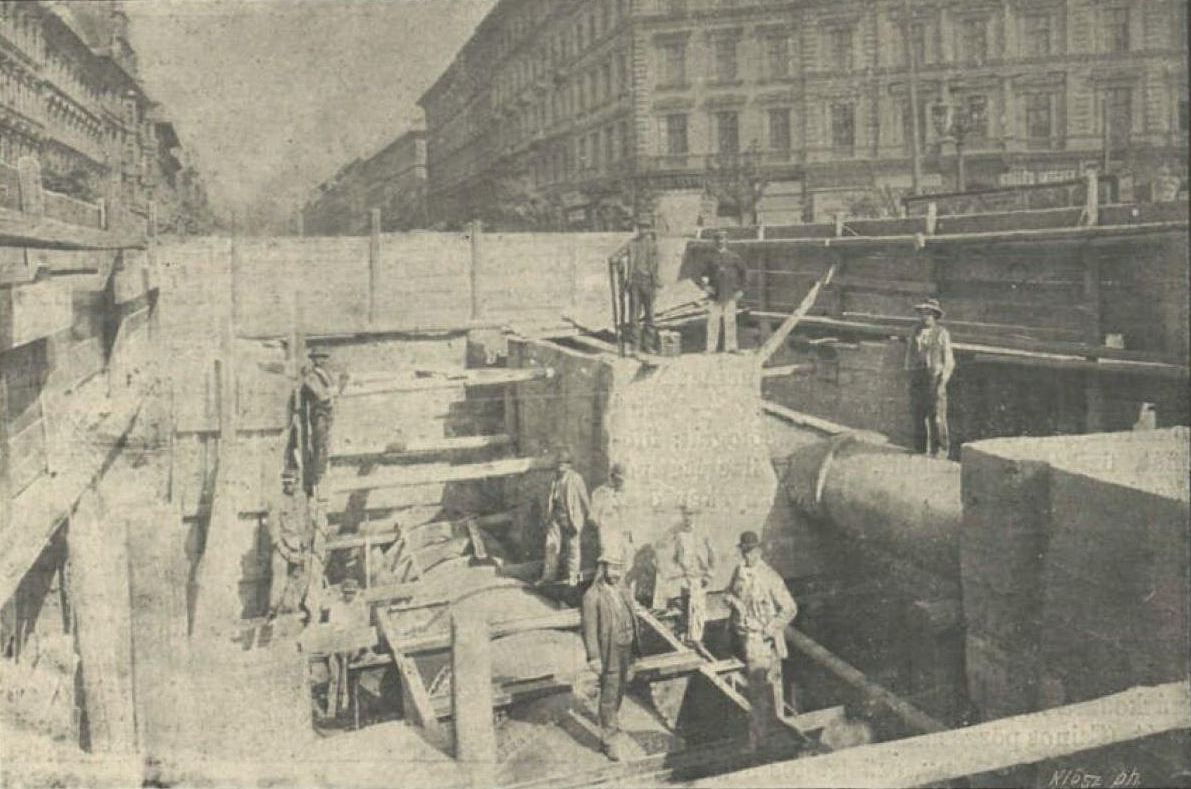
Fotografia dei lavori di realizzazione (1894-6)
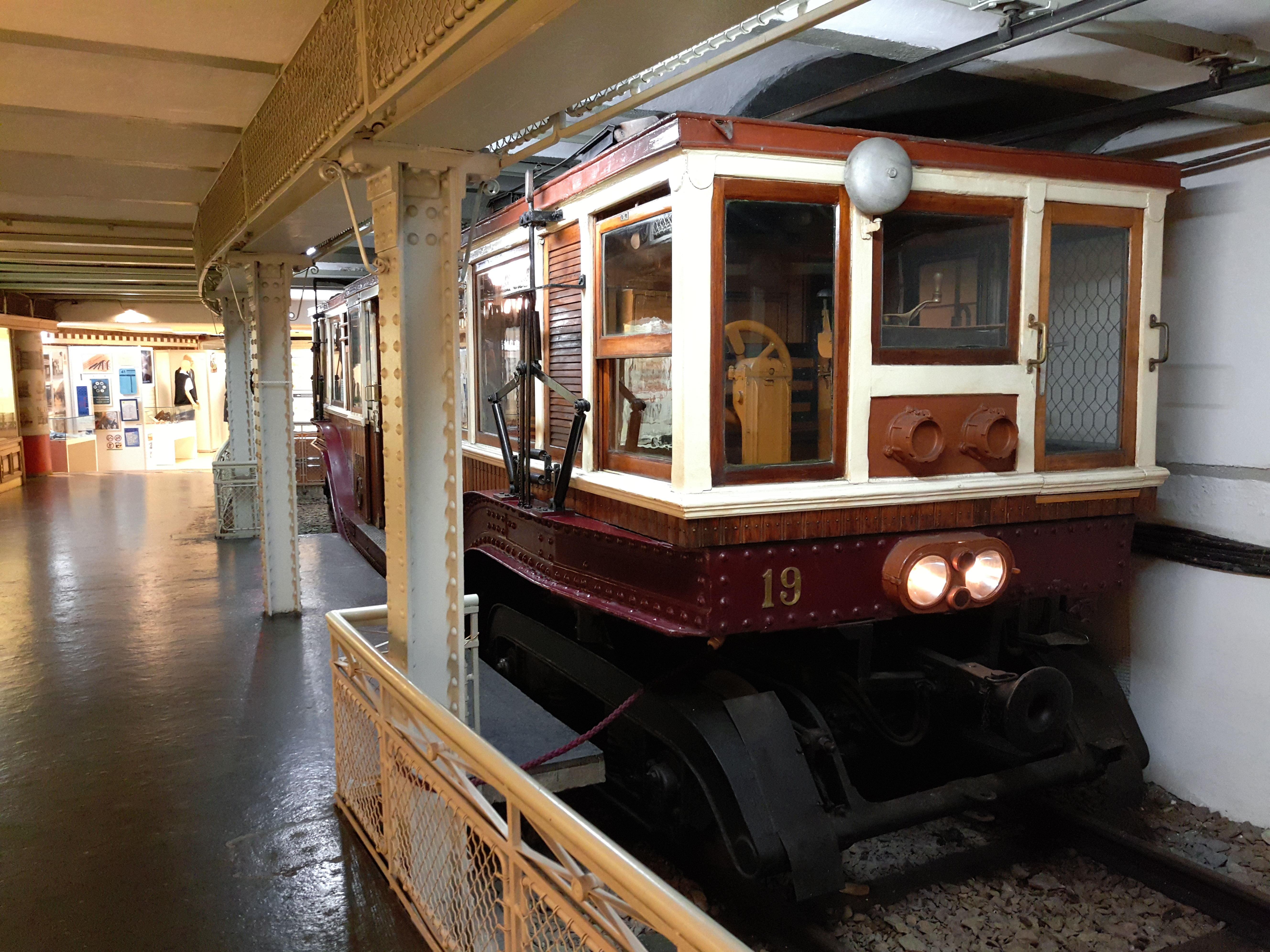
Uno dei treni storici, oggi conservato al Museo della metropolitana di Budapest
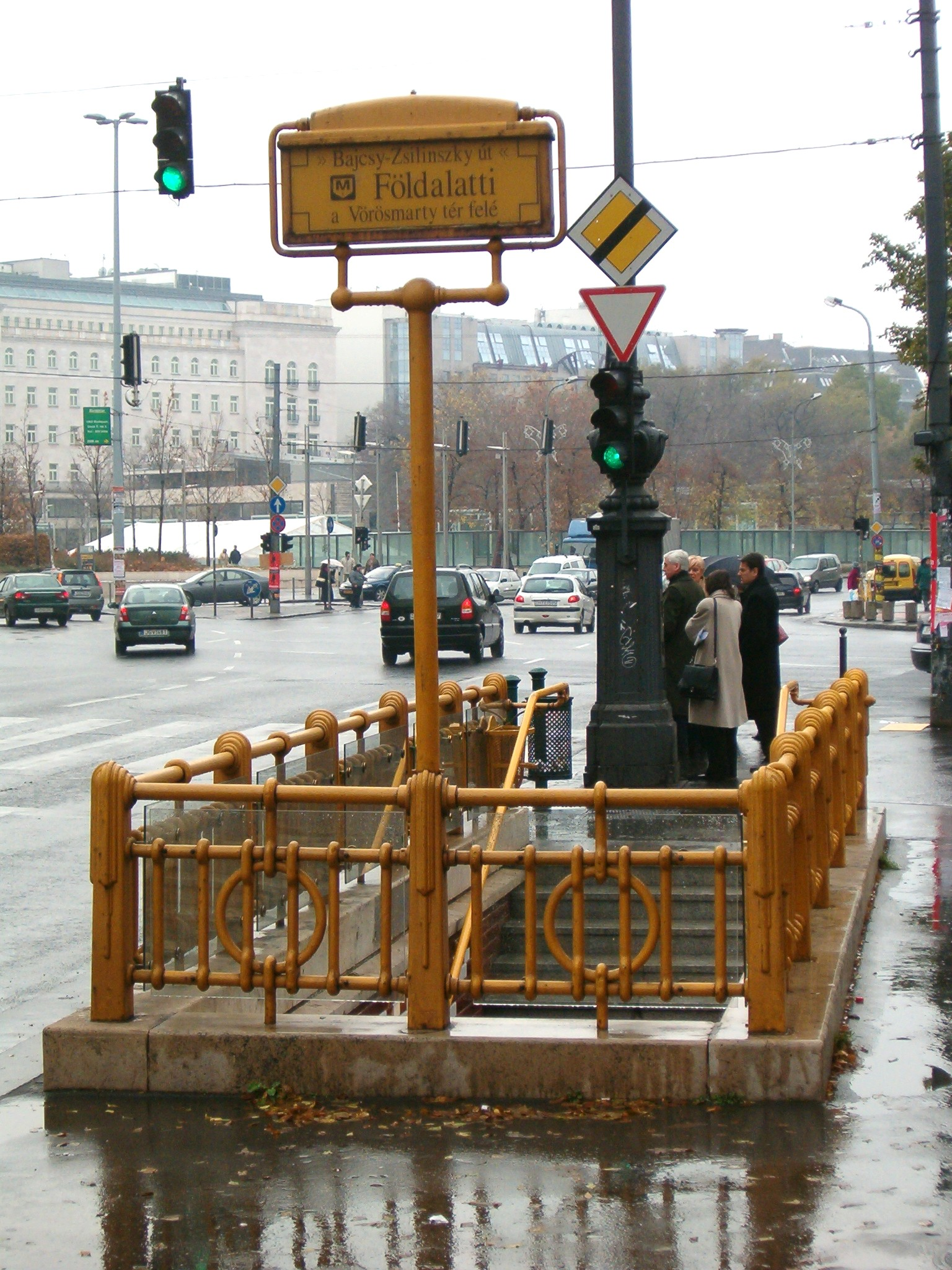
Un tipico ingresso della linea
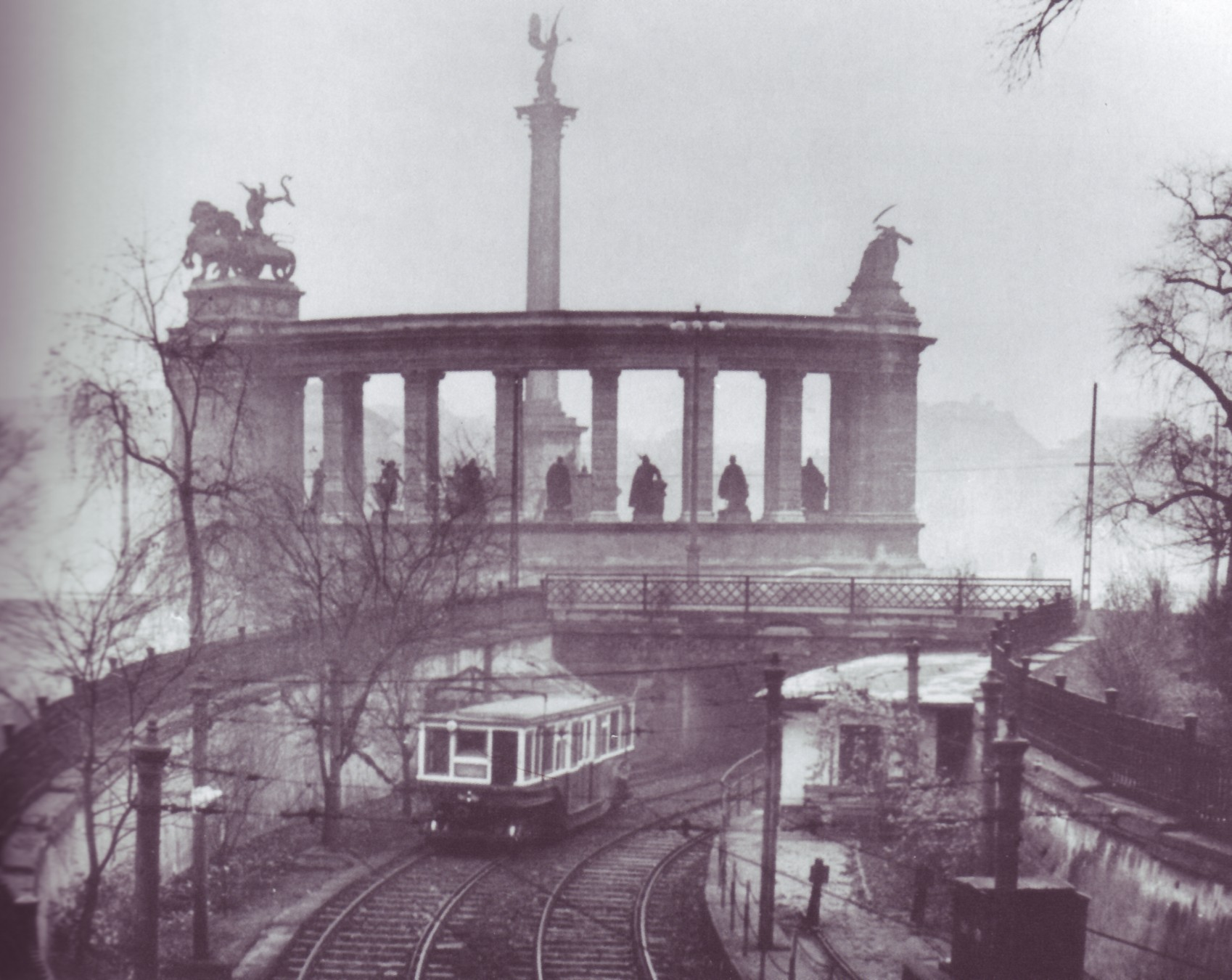
Treno in transito nel viadotto in superficie presso Piazza degli Eroi (anno imprecisato ma prima del 1973, quando il viadotto fu smantellato)